# جرمن کارگو

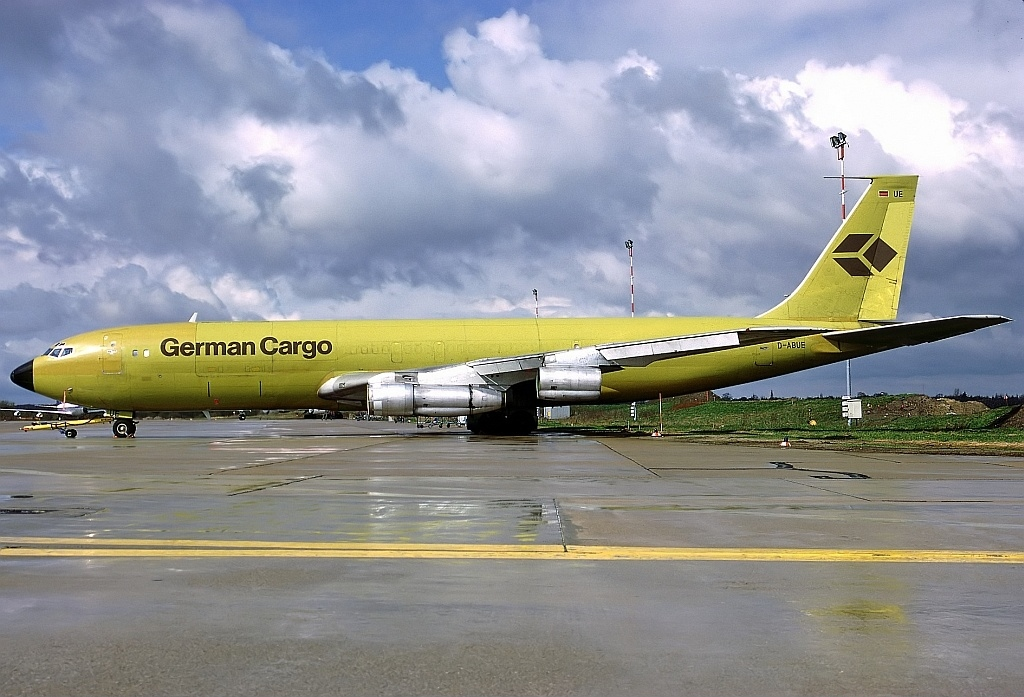
جرمن کارگو (انگلیسی: German Cargo) شرکت هواپیمایی آلمانی

جرمن کارگو (انگلیسی: German Cargo) شرکت هواپیمایی آلمانی است، که در سال ۱۹۷۷ تأسیس شد.